# Зайцев, Денис Юрьевич
Денис Юрьевич Зайцев (род. 1 мая 1975, Ленинград, СССР) — советский и российский актёр театра, кино и телевидения.

## Биография
Денис Зайцев родился 1 мая 1975 года в Ленинграде. Когда ему было 7 лет, умер его отец.
Первая роль Дениса в кино - принц в фильме 1983 года «Приключения маленького Мука". В 1984 году снимается в фильме Леонида Нечаева «Рыжий, честный, влюблённый» - в роли лисёнка Людвига XIV. Режиссёр фильма Нечаев  считает лисенка Людвига в исполнении Дениса Зайцева лучшей детской ролью во всех своих фильмах. В 1985 году снялся в фантастическом фильме «Гум-гам», в 1987 — в детском музыкальном фильме «Питер Пэн».
В 1997 году окончил Санкт-Петербургскую академию театрального искусства, курс Андрея Андреева. Студентом играл на сцене ТЮЗа. После окончания академии театрального искусства был зачислен в труппу Санкт-Петербургского театре комедии имени Н. П. Акимова, где первым его спектаклем была «Ночь в Венеции». В театре комедии сыграл Ихарева в постановке «Игроков», Роберта Чилтена в спектакле «Идеальный муж». В рецензии на спектакль «Сказки старого Арбата» в «Невском театрале» Владимир Кантор отметил, что Зайцев "задорно, но не всегда точно играет Кузьму".
Снимался в фильмах «Зимняя вишня-3» и «Бесноватые». Наиболее известная роль, сыгранная им, будучи взрослым — поручик Берг в сериале «Империя под ударом» в 2000 году.

## Творчество

### Роли в театре

#### Театр комедии им. Н. П. Акимова
- «Мой вишнёвый садик» А. Слаповского — Саша
- «Не всё коту масленица» А. Н. Островского — Ипполит
- «Тень» Е. Шварца — Учёный
- «Средство Макропулоса» К. Чапека — Альберт Грегор
- «Свадьба Кречинского» А. В. Сухово-Кобылина — Нелькин
- «Призраки» Э. Де Филиппо — Альфредо Марильяно
- «Как важно быть серьёзным» О. Уайльда — Алджерон Монкриф
- «Уловки Дороти Дот» Сомерсета Моэма — Джеральд Гальстан
- «Дракон» Е. Шварца — Ланцелот
- «Игроки» Н. Гоголя — Ихарев

### Фильмография
- 1983 — Приключения маленького Мука — Принц
- 1984 — Рыжий, честный, влюблённый… — Людвиг Четырнадцатый
- 1985 — Гум-гам — Максим Денисов
- 1987 — Питер Пэн — Джон
- 1995 — Зимняя вишня 3 — Антон, сын Ольги
- 1997 — Бесноватые
- 2000 — Империя под ударом — поручик Иван Карлович Берг, офицер-артиллерист
- 2001—2003 — Вовочка — курсант
- 2003 — Чисто по жизни — официант
- 2003 — Удачи тебе, сыщик — сотрудник прокуратуры
- 2005 — Фаталити (короткометражный)
- 2006 — Вызов 2 — Сергей Стасов
- 2008 — Кто был Шекспиром — граф Эссекс
- 2008 — Любовь под грифом «Совершенно секретно»
- 2009 — Улицы разбитых фонарей 10 (серия «Поцелуев мост») — Дима Ильин
- 2009 — Одержимый (Джек Потрошитель) — Валерий Шенин, фотограф
- 2011 — Я ему верю — Юрий Николаевич Петухов \ Войновский (16-я серия)
- 2011 — В твоих глазах — Прокудин
- 2014 — Дознаватель 2 — Забродин (20-я серия)
- 2015 — Ленинград 46 — Дорошин
- 2017 — Улицы разбитых фонарей 16 (серия «Поздний заказ») — Николай
- 2019 — Условный мент — Валерий Цветков, эксперт-криминалист

## Награды
- Благодарность Президента Российской Федерации (12 августа 2019 года) — за заслуги в развитии отечественной культуры и искусства, многолетнюю плодотворную деятельность[5].